# Jakob Holtmann
Jakob Holtmann (* 14. März 1863 in Winnekendonk; † 3. März 1935 in Osnabrück) war ein deutscher Bildhauer.

## Leben
Nach einer Schreinerlehre in Emmerich arbeitete Holtmann zunächst in Köln, Berlin und München. In der bayerischen Hauptstadt besuchte er die Kunstgewerbeschule bei Anton Hess und die Kunstakademie bei Josef Eberle, in dessen Bildhauerschule an der Münchner Akademie sich Holtmann am 11. Oktober 1888 einschrieb.
Holtmann wurde später mit dem Staatspreis der Akademie ausgezeichnet. Nach weiteren Jahren bei Professor Philipp Perron in München und dem Denkmalplastiker Wilhelm Albermann in Köln ließ sich Holtmann um 1892 in Kevelaer nieder. Studienreisen führten ihn durch Deutschland, nach Paris, Reims und Straßburg. Die erste Arbeit in Kevelaer war die Erneuerung der Stuckdekorationen in der Gnadenkapelle (Arabesken, Fruchtgirlanden). Er baute an der Ecke Gelderner Straße/Antoniusstr. 2 ein Eckhaus. Hier wohnte er inmitten der Kolonie anderer Kevelaerer Künstler. Drei Jahre lang unternahm er Studienreisen nach München und Italien, wo er antike Kunst studierte. Von 1912 bis 1914 war Josef Picker sein Schüler.
Nach dem Tod des Osnabrücker Dombildhauers Heinrich Seling (1842–1912) kam Holtmann 1914 auf Initiative des späteren Erzbischofs Hermann Wilhelm Berning nach Osnabrück. Dort übernahm er die Werkstatt des Bildhauers Seling, die sich in der dortigen Herderstr. 4 befand. In Holtmanns Atelier waren um 1925 etwa 15 Personen beschäftigt, darunter Schnitzer, Ornamentierer, Maler und Tischler. Seine letzten 20 Lebensjahre verbrachte er in Osnabrück. Eine seiner bedeutendsten Arbeiten ist die Weihnachtskrippe des Osnabrücker Domes (1919–1929). Auch die Weihnachtskrippe der Abteikirche Kamp in Kamp-Lintfort wird Holtmann zugerechnet.